# Marie Hankel
Marie Hankel, född Dippe 2 februari 1844 i Schwerin, död 15 december 1929 i Dresden, var en tysk, esperantospråkig författare som på sin tid tillhörde de ledande i esperantorörelsen. 
Hon lärde sig esperanto 1905 och började strax därefter författa och publicera dikter på detta språk samt översättningar från tyska till esperanto. Hon var medorganisatör vid den 4:e världskongressen för esperanto i Dresden 1909 och när Esperantista Literatura Asocio grundades 1911, tillhörde Hankel grundarna och blev också litteraturförbundets första ordförande.

## Verk
- La renkonto: komedieto originale verkita / de Marie Hankel. - I: Tri unuaktaj komedioj : ludataj dum la 4a Internacia Esperantista Kongreso en Dresden, augusto 1908 ; p.[87] - 96
- Tie ĉi oni parolas Esperante: unuakta komedio / de T. Williams. Trad. kaj aranghita de M. Hankel. I: Tri unuaktaj komedioj : ludataj dum la 4a Internacia Esperantista Kongreso en Dresden, augusto 1908 ; p.[55] - 86
- La simbolo de l' amo. - I: Unuaj Internaciaj Floraj Ludoj : Barcelono, Septembro 1909 ; p.[3]
- Sableroj - Leipzig: Germana Esperanto-Librejo, 1911. - 91 p. : muziknotoj. - (Internacia Librotrezoro ; 2-4)

## Textexempel
La simbolo de l' amo

Rozujo sovaĝa, simbolo de l' amo,
En vintro vi staras sen ia ornamo!
En kampo vi nuda ĉagrenas dezerte,
Rozujo, malvarmo mortigos vin certe.

Mallaŭte tre dolĉa voĉeto elsonas:
„Silentu, silentu, mi dormon bezonas,
Min nutras denove patrino la tero.
Trankvile atendas mi ĝis la somero.“

Dormantan rozujon printempo vekigis,
Somero ĝin riĉe kaj bele florigis.
Ho, donu al mi nun kroneton belfloran,
Girlandan, balancan kaj brile koloran!

„Ne tuŝu, ne ŝiru floraron, la mian.
Mi pikos, mi vundos la manon, la vian,
Pro amo mi miajn floretojn defendos,
Pro amo mi miajn pikilojn forsendos.“

Al vento ĝi florofoliojn oferis,
Aŭtune la fruktoj fiere aperis:
Rozujo, simbolo de l' amo vi estas,
Trankvila, alloga, kuraĝa vi estas.